# 波克羅夫卡 (赫梅利尼茨基區)
49°14′59″N 26°17′2″E / 49.24972°N 26.28389°E
波克羅夫卡（羅馬化：Pokrovka）是位於烏克蘭西部的村莊，由赫梅利尼茨基州赫梅利尼茨基區的薩塔尼夫市鎮負責管轄。該村面積1.23平方公里，海拔高度329米，2001年人口519，人口密度每平方公里421.3人。